# 프리웨이 (래퍼)

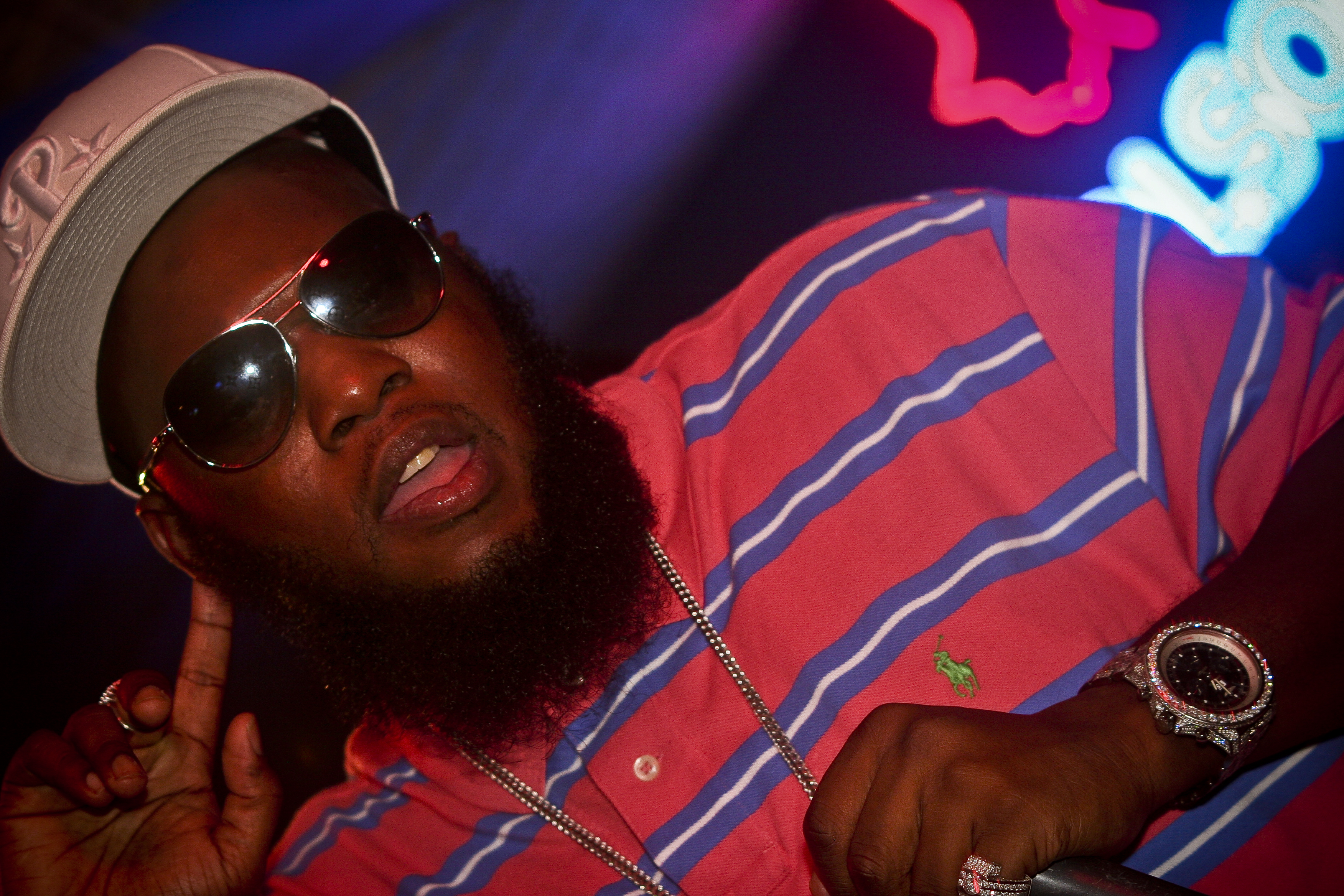

프리웨이(Freeway, 본명: Leslie Pridgen, 1977년 3월 24일 - )는 미국의 랩 가수이다. 현재 캐쉬 머니 레코드, G-Unit Record 소속이며, 랩그룹 State property 의 멤버이다.

## 데뷔
그는 어렸을때부터 힙합에 관심이 있었다.그래서 한때 스위즈 비츠, 캐시디 등과 프리스타일 랩 대결을 해서 이긴적도 있고,그의 능력을 알아본 락커펠라 레코드의 비니 시겔은 그를 락커펠라 레코드로 픽업시킨다.그가 참여한 첫 앨범은 《The Dynasty: Roc La Familia》이며,그 후 2003년 그의 첫 솔로 앨범인 《Philadelphia Freeway》을 발매한다.
한때 자신과 비니 시겔이 속해있는 힙합그룹 'State property'와 불화가 있었다. 2007년 4월,그는 《Free At Last》를 발매했다.이 앨범은 락커펠라 레코드와 G-Unit Record가 참여해, 서로의 관계를 계선하게 해준 앨범이다.
현재 릴 웨인이 있는 캐쉬 머니 레코드로 소속사를 옮겼다.